# Hans Adolph von Hartitzsch

Hans Adolph von Hartitzsch (1778–1857)

Hans Adolph von Hartitzsch (* 14. Juli 1778 in Freiberg; † 5. Oktober 1857 ebenda) war ein deutscher Rittmeister, Rittergutsbesitzer und Politiker.

## Leben
Er stammte aus dem sächsischen Adelsgeschlecht von Hartitzsch und war der Sohn von Georg Adolf von Hartitzsch und dessen Ehefrau Sophia Henriette Eleonora, geborene von Gersdorff.
Hartitzsch schlug zunächst eine militärische Laufbahn in der Sächsischen Armee ein und bekleidete 1798 den Rang eines Souslieutenants im kurfürstlichen Kürassierregiment. 1806 stieg er zum Premierleutnant auf und schied schließlich als Rittmeister aus dem Militärdienst aus. Ab 1814 war er Erb-, Lehn- und Gerichtsherr auf Dorfchemnitz und Voigtsdorf. Er erwarb weiterhin die Güter Heyda mit Knatewitz und wurde 1820 Erb-, Lehn- und Gerichtsherr auf Röhrsdorf.
Von 1817 bis 1831 nahm er im Weiteren Ausschuss der Ritterstände an den sächsischen Ständeversammlungen teil. Nach Einführung der Sächsischen Verfassung von 1831 gehörte er bis 1847 als vom König ernannter Rittergutsbesitzer der I. Kammer des konstitutionellen Sächsischen Landtags an.
Hartitzsch besaß in der Freiberger Burgstraße ein Wohnhaus. Er war mit Erdmuthe Friederike Elisabeth von Hartitzsch verheiratet. Die fünf Kinder der Familie starben jung. Nach seinem Tod wurde sein Leichnam von Freiberg nach Dorfchemnitz überführt und am 8. Oktober 1857 in dem dortigen Erbbegräbnis der Familie von Hartitzsch beigesetzt. Seinen umfangreichen Grundbesitz vermachte er testamentarisch seinen Nichten Pauline Agnes später verehelichte von Lüttichau (Dorfchemnitz und Voigtsdorf), Maria Luise später verehelichte von Groeben (Röhrsdorf) und seiner seit 1846 mit Alfred Emil von Carlowitz verheirateten Pflegetochter Ottilie geb. von Bose (Heyda).

## Bildgalerie

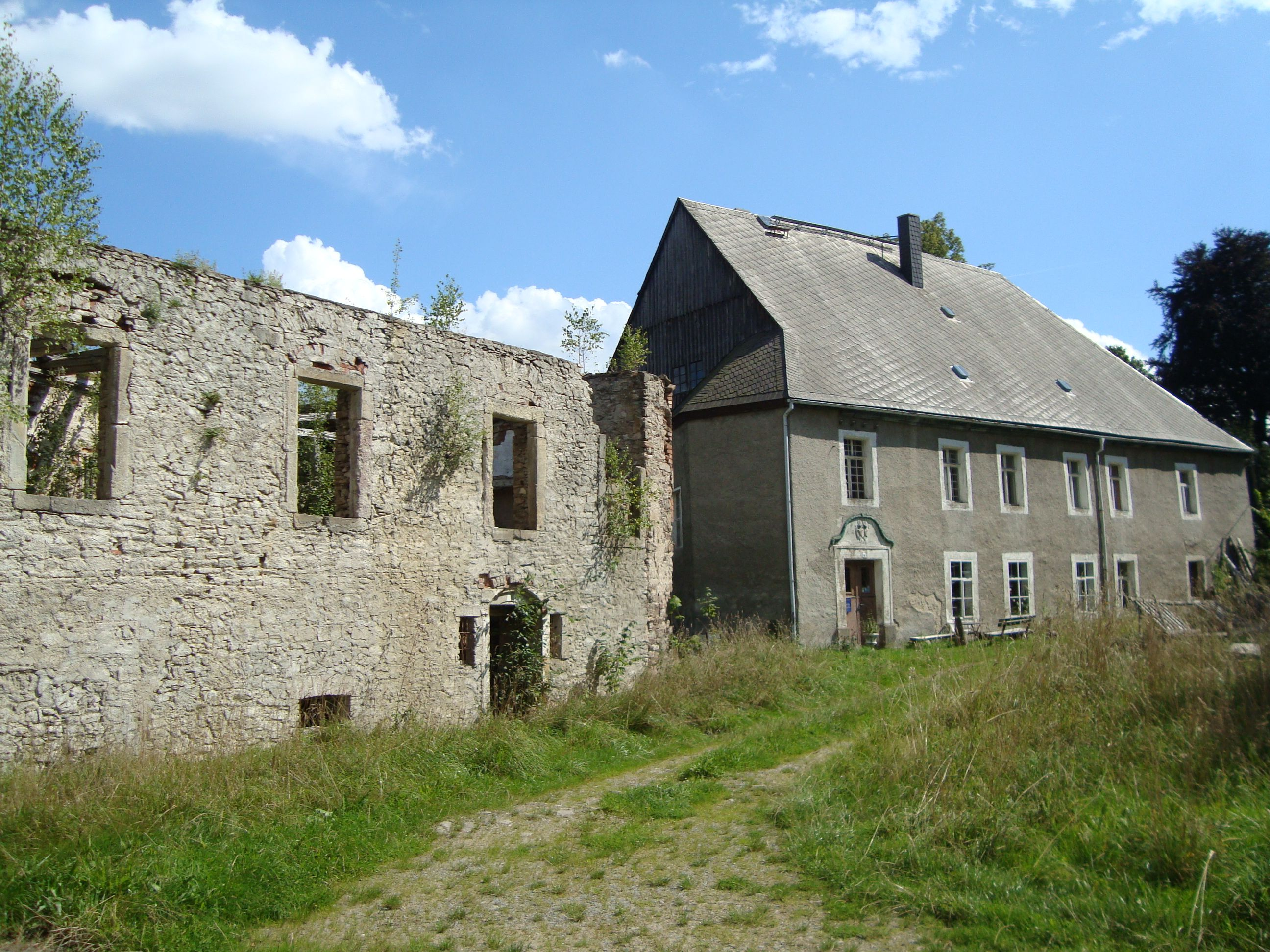
Ehemaliges Rittergut Dorfchemnitz (August 2010)
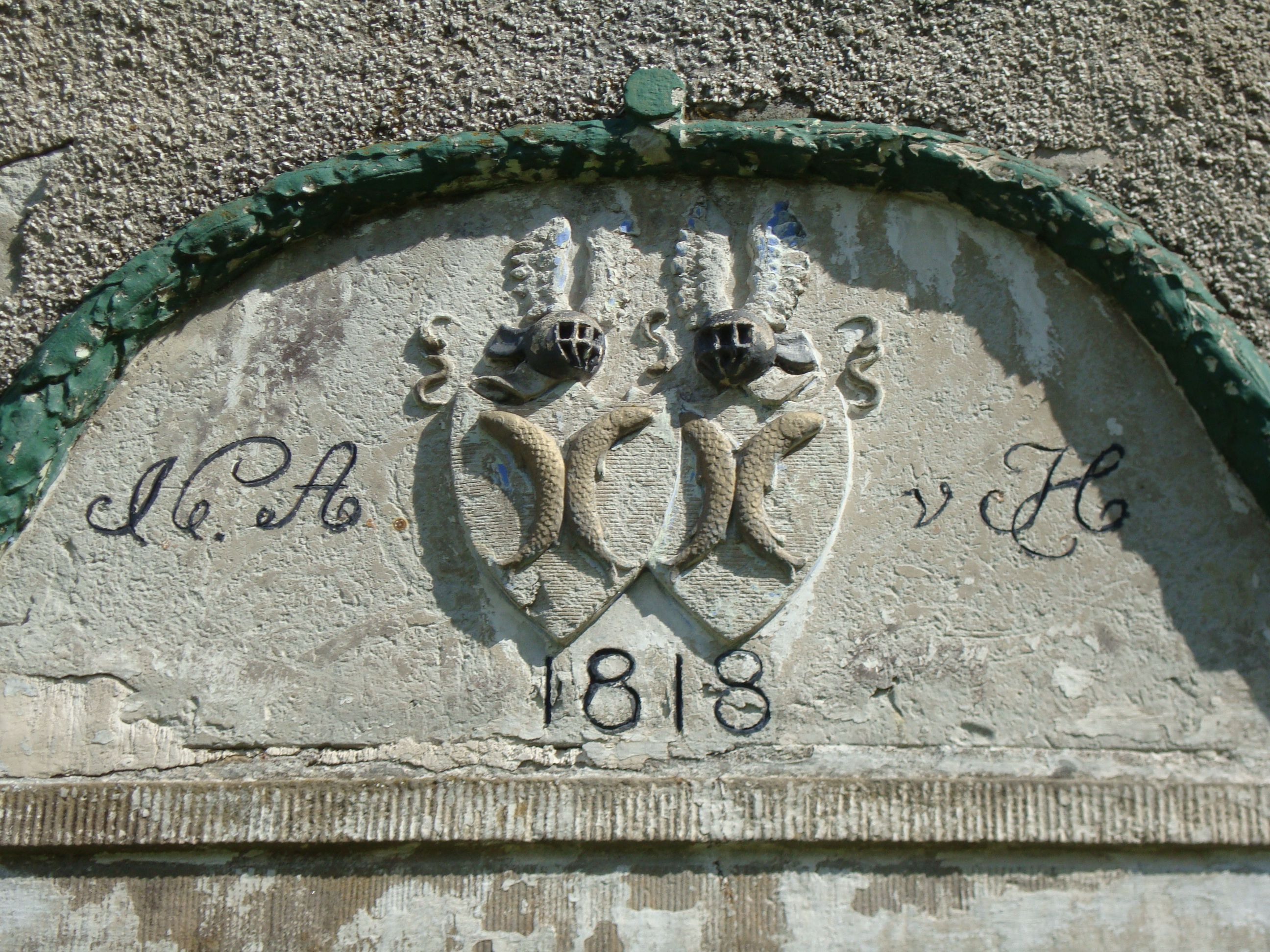
Detail am Eingang zum Rittergut (1818 H. A. v. H.)
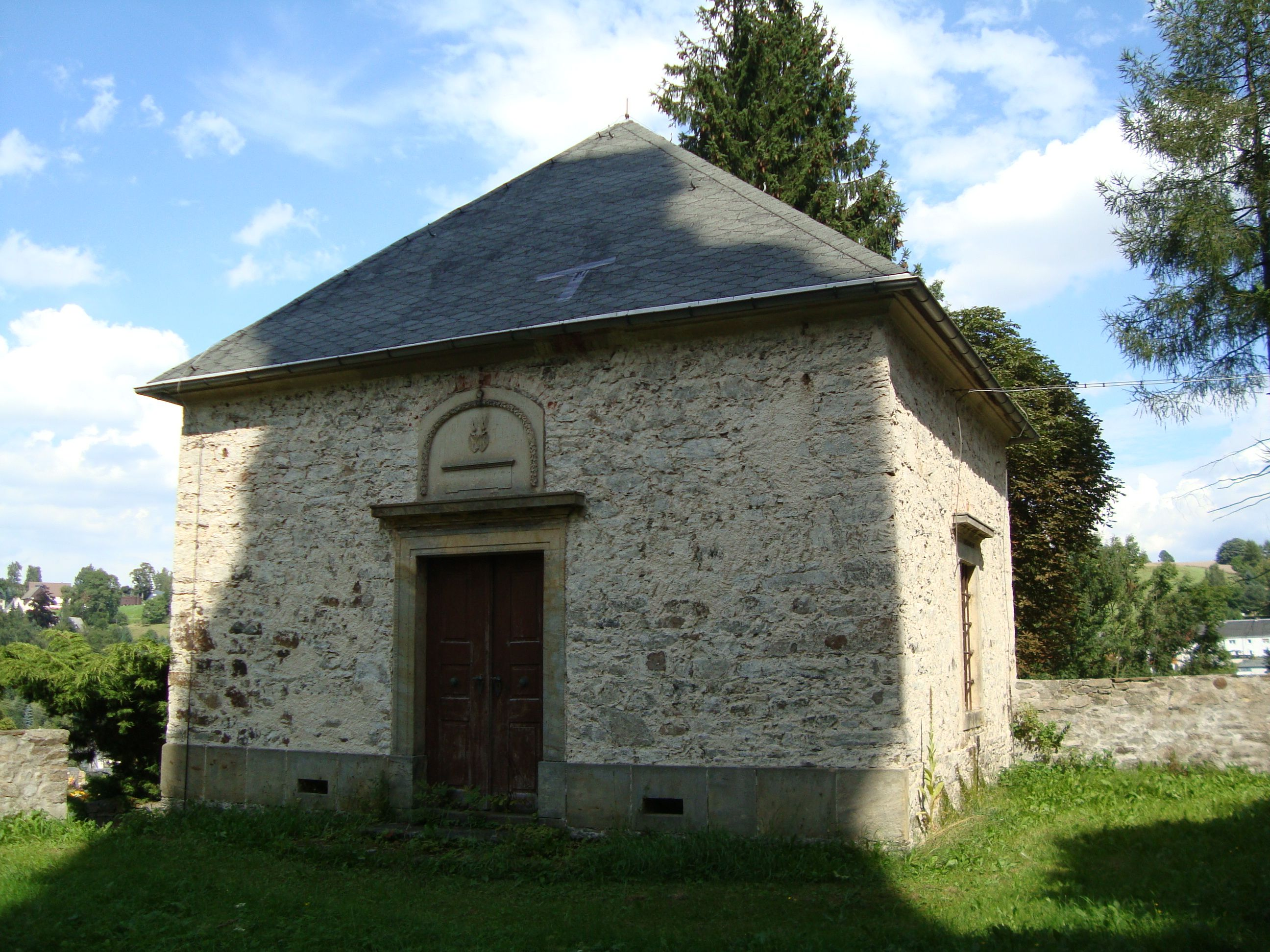
Erbbegräbnis der Familie von Hartitzsch auf dem Friedhof Dorfchemnitz
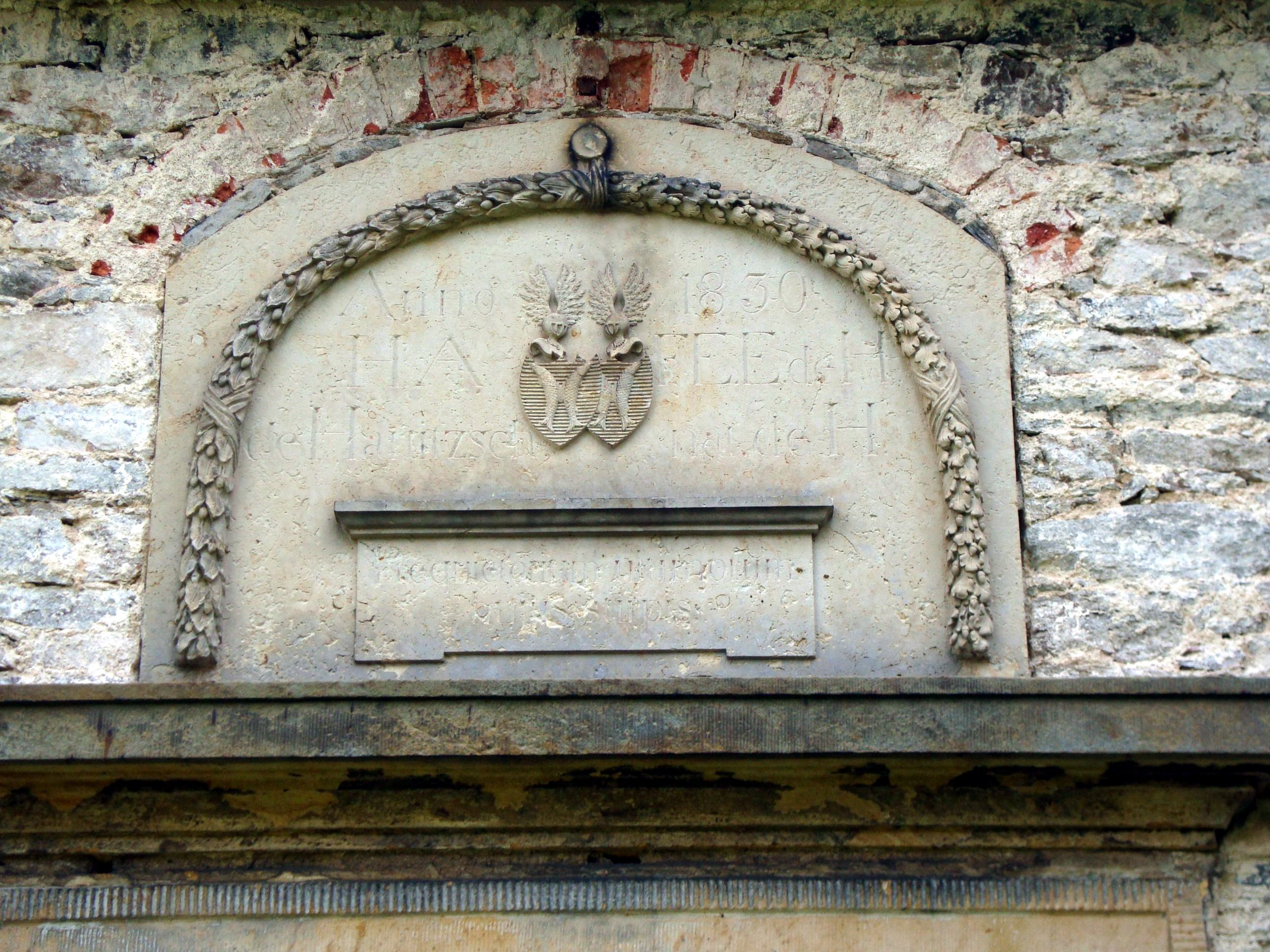
Detail am Erbbegräbnis